# 스트링 치즈

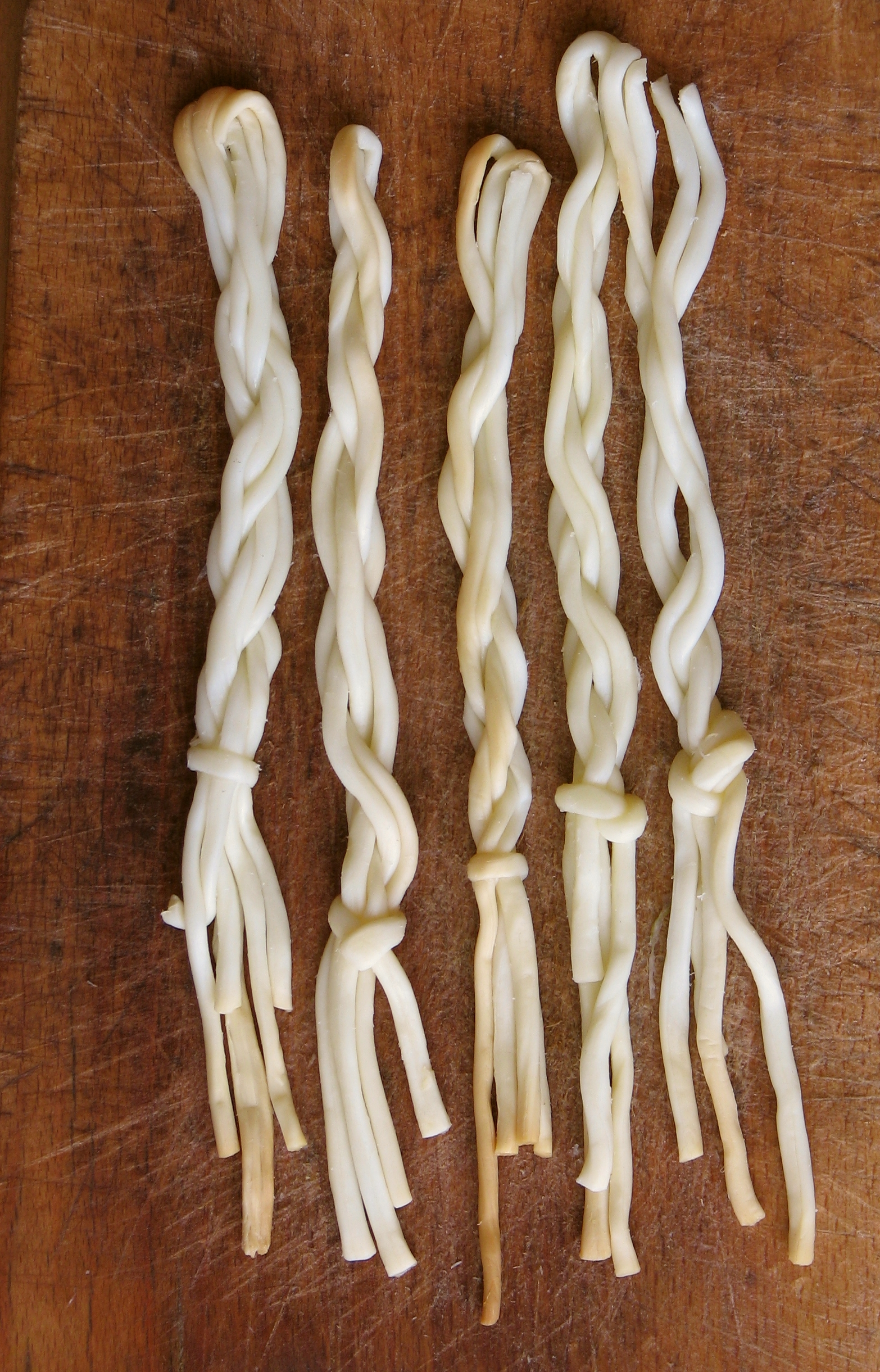
스트링 치즈를 가늘게 찢은 것

스트링 치즈(String cheese)는 비숙성 치즈의 일종이다. 모차렐라 치즈로 만들며, 실처럼 찢어지는 것이 특징이며, 이로 인해 찢어먹는 치즈라는 애칭이 붙어 있다.

## 개요
보통 아이보리색을 띄며, 주로 피자의 테두리 부분에 들어가는 것이 특징이다. 비숙성 치즈이기 때문에 쉽게 변질되는 단점이 있다.

## 같이 보기
- 아르메니아 요리